# Mitsutoshi Shimabukuro
Mitsutoshi Shimabukuro (島袋 光年?, Shimabukuro Mitsutoshi; Naha, 19 maggio 1975) è un fumettista giapponese.

## Biografia
È conosciuto principalmente per il suo manga Seikimatsu leader den Takeshi! (世紀末リーダー伝たけし!?, La storia del leader di fine secolo Takeshi!), iniziato nel 1997 e interrotto nel 2002 dopo 24 volumi, per il quale ha ricevuto nel 2001 lo Shogakukan Manga Award per un manga per bambini.
Nel 2008 è ritornato al lavoro con un nuovo manga, Toriko (トリコ?).

### Vita privata
Nel 2002 è stato arrestato per aver pagato una ragazza di 16 anni per una prestazione sessuale, violando le leggi sulla prostituzione infantile. Come conseguenza dell'arresto Seikimatsu Leader Den Takeshi! è stato cancellato da Weekly Shōnen Jump. Shimabukuro è stato condannato a due anni di reclusione ma la sentenza è stata sospesa.
Mitsutoshi Shimabukuro è anche un grande amico del mangaka Eiichirō Oda, autore di One Piece.

## Opere
- Seikimatsu leader den Takeshi! (世紀末リーダー伝たけし!?), 1997-2002, 24 volumi.
- Ring (RING?), 2004-2005, 3 volumi.
- Toriko (トリコ?), 2008-2016, 43 volumi.
  - Toriko Gaiden (トリコ外伝?), 2009 (6 one-shot).
  - One Piece x Toriko (実食! 悪魔の実!!?, Jisshoku! Akuma no mi!!), 2011 (19 pagine).
- Warai no ōji Penpenpen ("Prince of Comedy Penpenpen", 2017; Saikyō Jump)
- Chingiri (2017; Grand Jump)
- Build King 2020-2021, 20 capitoli, 1 volume(dal capitolo 1 a capitolo 7)(2 aprile 2021).